# Michael Garmer
Michael Garmer (* 14. Juni 1964 in Ahaus, Westfalen) ist ein deutscher Politiker (CDU).

## Leben
Michael Garmer besuchte 1970 bis 1983 die Grundschule und das Gymnasium in Ahaus und studierte von 1983 bis 1989 Physik an der Universität Münster und an der Universität München. Nach dem Abschluss als Diplom-Physiker war er 1989 bis 1994 Wissenschaftlicher Mitarbeiter in Hamburg und Erlangen. 1995 wurde er zum Dr.-Ing. promoviert. 1998 bis 2002 studierte er Betriebswirtschaftslehre in Lahr und schloss das Studium mit dem Abschluss Diplom für Wirtschaft (FH) ab.
1994 bis 1999 arbeitete er als Qualitätsleiter beim Automobilzulieferer Hengst Automotive in Münster/Westfalen, 1999 bis 2008 als Leiter der Zertifizierungsstelle, später Geschäftsführer bei einem Zertifizierungsunternehmen des DIN e.V. und des TÜV Rheinland. Seit 2008 ist Michael Garmer als Personalberater tätig, heute als Partner bei der Selecteam Deutschland GmbH. Parallel dazu ist er im Ehrenamt stv. Aufsichtsratsvorsitzender der Caritas Familien- und Jugendhilfe GmbH. Garmer ist Lehrbeauftragter an Berliner Hochschulen und hält Vorlesungen zu den Themen Betriebswirtschaftslehre, Energiewirtschaft und Wirtschaftsethik.
Neben seinem Beruf engagierte sich Garmer politisch und ist seit 1980 Mitglied in der Jungen Union und der CDU. Am 18. September 2011 wurde Garmer bei der Wahl zum Abgeordnetenhaus von Berlin 2011 für den Wahlkreis Charlottenburg-Wilmersdorf 7 als Abgeordneter für das Abgeordnetenhaus von Berlin gewählt. In der 17. Legislaturperiode war er Mitglied des Ausschusses für Wirtschaft, Forschung und Technologie. Daneben nahm er das Amt des energiepolitischen Sprechers der CDU-Fraktion im Abgeordnetenhaus von Berlin wahr. 2016 schied er aus dem Abgeordnetenhaus aus.
Von 2017 bis 2019 war Garmer Professor für Betriebswirtschaftslehre an der Hochschule für Wirtschaft, Technik und Kultur Berlin. Von 2020 bis 2022 war er Gründungsdirektor der Bauakademie Ost. Seit 2022 ist er Bereichsleiter Industrie, Energie, Umwelt und Klima beim Wirtschaftsrat der CDU.
Garmer ist katholisch, verheiratet und hat ein Kind.